# Йохан Карл Фридрих фон Каролат-Бойтен
Йохан Карл Фридрих фон Каролат-Бойтен (на немски: Johann Carl Friedrich zu Carolath-Beuthen; * 11 ноември 1716, Каролат, Силезия; † 10 февруари 1791) е 2. княз на Каролат-Бойтен (1763 – 1791) и генерал-лейтенант на Кралство Прусия.

## Биография
Той е син на Ханс Карл цу Каролат-Бойтен (1689 – 1763), фрайхер на Бойтен-Шьонайх, първият княз на Каролат-Бойтен, и съпругата му графиня Амалия фон Дона-Шлодиен (1692 – 1761), дъщеря на Кристоф I, бургграф и граф цу Дона-Шлодиен (1665 – 1733), и графиня Фридерика Мария фон Дона-Шлобитен (1660 – 1729).
Фридрих служи в императорската войска и от 1741 г. на пруска служба. През 1743 г. той става полковник. В началото на Седемгодишната война е генерал-лейтенант. През 1745 г. се отличава в австрийската наследствена война и напуска войската през 1757 г. След смъртта на баща му на 11 октомври 1763 г. той го наследява като княз. По-късно е дипломат. През 1764 г. е изпратен във Варшава по случай кралския избор на Станислав II Август Понятовски.

## Фамилия
Фридрих се жени на 17 декември 1749 г. в Кьотен за принцеса Йохана Вилхелмина фон Анхалт-Кьотен (* 4 ноември 1728, Варнсдорф; † 17 януари 1786, Каролат), дъщеря на княз Август Лудвиг фон Анхалт-Кьотен (1697 – 1755) и втората му съпруга графиня Христина Йохана Емилия фон Промниц-Плес (1708 – 1732).  Те имат децата:
- Хайнрих Карл Ердман фон Каролат-Бойтен (1759 – 1817), 3-тият княз на Каролат-Бойтен, женен I. на 10 февруари 1783 г. във Франкфурт на Майн за херцогиня Амалия фон Саксония-Майнинген (1762 – 1798), II. за Ердмута Каролина Фридерика Амалия, фрайин фон Оертел (1769 – 1845)
- Кристиан Ернст Август Фердинанд фон Шьонайх-Каролат (1763 – 1805)
- София Вилхелмина фон Шьонайх-Каролат (1764 – 1795), омъжена за граф Хайнрих Ернст II фон Шьонбург-Рохсбург (1760 – 1825)